# 24. Kongress der Vereinigten Staaten
Der 24. Kongress der Vereinigten Staaten, bestehend aus dem Repräsentantenhaus und dem Senat, war die Legislative der Vereinigten Staaten. Seine Legislaturperiode dauerte vom 4. März 1835 bis zum 4. März 1837. Alle Abgeordneten des Repräsentantenhauses sowie ein Drittel der Senatoren (Klasse II) waren im Jahr 1834 bei den Kongresswahlen gewählt worden. Dabei ergab sich in beiden Kammern eine Mehrheit für die Demokratische Partei, deren Anhänger damals oft auch noch als Jacksonians bezeichnet werden. Der Kongress tagte in der amerikanischen Bundeshauptstadt Washington, D.C. Die Vereinigten Staaten bestanden damals aus 24 Bundesstaaten. Im Verlauf der Legislaturperiode kamen mit Arkansas und Michigan zwei weitere Staaten hinzu. Präsident war Andrew Jackson. Die Sitzverteilung im Repräsentantenhaus basierte auf der Volkszählung von 1830.

## Wichtige Ereignisse
Siehe auch 1835 1836 und 1837
- 4. März 1835: Beginn der Legislaturperiode des 24. Kongresses
- Während der gesamten Legislaturperiode gehen die Indianerkriege weiter. Siehe auch Pfad der Tränen.
- 1835: Zwischen dem US-Bundesstaat Ohio und dem Michigan-Territorium kommt es um die Stadt Toledo zum sogenannten Toledo-Krieg.
- 2. Oktober 1835: Beginn des Texanischen Unabhängigkeitskriegs. Er geht bis zum 21. April 1836. Dann muss Mexiko die unabhängige Republik Texas anerkennen.
- 3. Februar 1836: Die noch junge United States Whig Party hält in Albany im Bundesstaat New York ihren ersten regionalen Parteitag ab. Am 4. Dezember ist dann der erste Bundesparteitag in Harrisburg in Pennsylvania.
- 23. Februar 1836: Beginn der Schlacht von Alamo. Sie dauert bis zum 6. März und endet mit einer Niederlage der Texaner gegen mexikanische Truppen.
- 20. April 1836: Gründung des Wisconsin-Territoriums.
- 15. Juni 1836: Arkansas wird 25. Bundesstaat der USA.
- 3. November – 7. Dezember 1836:  Bei den Präsidentschaftswahlen in den USA setzt sich Vizepräsident Martin Van Buren gegen William Henry Harrison durch. Allerdings gibt es keinen Wahlsieger für das Amt des Vizepräsidenten. Dieser wird erst am 8. Februar 1837 vom Senat gewählt (ein bis heute einmaliger Vorgang in der amerikanischen Geschichte). Gewählt wird schließlich der Demokrat Richard Mentor Johnson.
- 1836: Bei den Kongresswahlen ergibt sich in beiden Kammern eine Mehrheit für die Demokratische Partei.
- 26. Januar 1837: Michigan wird 26. Bundesstaat der USA.

## Zusammensetzung nach Parteien

### Senat
- Demokratische Partei (Jacksonians): 26
- Anti-Jacksonians: 24
- Sonstige: 2 (Nullifiers aus South Carolina)
- Vakant: 0

Gesamt: 52 Stand am Ende der Legislaturperiode.

### Repräsentantenhaus
- Demokratische Partei (Jacksonians): 143
- Anti-Jacksonians: 75
- Anti-Masonic Party: 16
- Nullifier: 8
- Vakant: 0

Gesamt: 242 Stand am Ende der Legislaturperiode.
Außerdem gab es noch vier nicht stimmberechtigte Kongressdelegierte.

## Amtsträger

### Senat
- Präsident des Senats: Martin Van Buren (D)
- Präsident pro tempore: William R. King (D)

### Repräsentantenhaus
- Sprecher des Repräsentantenhauses: James K. Polk (D)

## Senatsmitglieder
Im 24. Kongress vertraten folgende Senatoren ihre jeweiligen Bundesstaaten:
| Alabama - 2. William R. King (D) - 3. Gabriel Moore (D) Arkansas - 2. William Savin Fulton (D) ab dem 18. September 1836 - 3. Ambrose Hundley Sevier (D) ab dem 18. September 1836 Connecticut - 1. Nathan Smith (AJ) bis zum 6. Dezember 1835 - John Milton Niles (D) ab dem 21. Dezember 1835 - 3. Gideon Tomlinson (AJ) Delaware - 1. Arnold Naudain (AJ) bis zum 16. Juni 1836 - Richard H. Bayard (AJ) ab dem 17. Juni 1836 - 2. John Middleton Clayton (AJ) bis zum 29. Dezember 1836 - Thomas Clayton (AJ) ab dem 9. Januar 1837 Georgia - 2. John Pendleton King (D) - 3. Alfred Cuthbert (D) Illinois - 2. John McCracken Robinson (D) - 3. Elias Kane (D) bis zum 12. Dezember 1835 - William Lee D. Ewing (D) ab dem 30. Dezember 1835 Indiana - 1. John Tipton (D) - 3. William Hendricks (AJ) Kentucky - 2. John J. Crittenden (AJ) - 3. Henry Clay (AJ) Louisiana - 2. Robert C. Nicholas (D) ab dem 13. Januar 1836 - 3. Alexander Porter (AJ) bis zum 5. Januar 1837 - Alexander Mouton (D) ab dem 12. Januar 1837 Maine - 1. Ether Shepley (D) bis zum 3. März 1836 - Judah Dana (D) ab dem 7. Dezember 1836 - 2. John Ruggles (D) Maryland - 1. Joseph Kent (AJ) - 3. Robert Henry Goldsborough (AJ) bis zum 5. Oktober 1836 - John S. Spence (AJ) ab dem 31. Dezember 1836 Massachusetts - 1. Daniel Webster (AJ) - 2. John Davis (AJ) Michigan - 1. Lucius Lyon (D) ab dem 26. Januar 1837 - 2. John Norvell (D) ab dem 26. Januar 1837 | Mississippi - 1. John Black (AJ) - 2. Robert J. Walker (D) Missouri - 1. Thomas Hart Benton (D) - 3. Lewis F. Linn (D) New Hampshire - 2. Henry Hubbard (D) - 3. Isaac Hill (D) bis zum 30. Mai 1836 - John Page (D) ab dem 8. Juni 1836 New Jersey - 1. Samuel L. Southard (AJ) - 2. Garret D. Wall (D) New York - 1. Nathaniel Pitcher Tallmadge (D) - 3. Silas Wright (D) North Carolina - 2. Bedford Brown (D) - 3. Willie Person Mangum (AJ) bis zum 26. November 1836 - Robert Strange (D) ab dem 5. Dezember 1836 Ohio - 1. Thomas Morris (D) - 3. Thomas Ewing (AJ) Pennsylvania - 1. Samuel McKean (D) - 3. James Buchanan (D) Rhode Island - 1. Asher Robbins (AJ) - 2. Nehemiah R. Knight (AJ) South Carolina - 2. John C. Calhoun (N= Nullifier) - 3. William C. Preston (N) Tennessee - 1. Felix Grundy (D) - 2. Hugh Lawson White (AJ) Vermont - 1. Benjamin Swift (AJ) - 3. Samuel Prentiss (AJ) Virginia - 1. John Tyler (AJ) bis zum 29. Februar 1836 - William Cabell Rives (D) ab dem 4. März 1836 - 2. Benjamin W. Leigh (AJ) bis zum 4. Juli 1836 - Richard E. Parker (D) ab dem 12. Dezember 1836 |

## Mitglieder des Repräsentantenhauses
Folgende Kongressabgeordnete vertraten im 24. Kongress die Interessen ihrer jeweiligen Bundesstaaten:
| Alabama 5 Wahlbezirke - 1. Reuben Chapman (D) - 2. Joshua L. Martin (D) - 3. Joab Lawler (D) - 4. Dixon Hall Lewis (N) = Nullifier Party - 5. Francis Strother Lyon (AJ) Arkansas Staatsweite Wahl - Archibald Yell (D) ab dem 1. August 1836 Connecticut Alle Abgeordneten wurden staatsweit gewählt. - Elisha Haley (D) - Samuel Ingham (D) - Andrew T. Judson (D) bis zum 4. Juli 1836 - Orrin Holt (D) ab dem 5. Dezember 1836 - Lancelot Phelps (D) - Isaac Toucey (D) - Zalmon Wildman (D) bis zum 10. Dezember 1835 - Thomas T. Whittlesey (D) ab dem 29. April 1836 Delaware Staatsweite Wahl - John J. Milligan (AJ) Georgia Staatsweite Wahlen - John E. Coffee (D) bis zum 25. September 1836 - William Crosby Dawson (SR = State Rights Party) ab dem 7. November 1836 - Seaton Grantland (D) - Charles Eaton Haynes (D) - Jabez Young Jackson (D) ab dem 5. Oktober 1835 - George Welshman Owens (D) - John W. A. Sanford (D) bis zum 25. Juli 1835 - Thomas Glascock (D) ab dem 5. Oktober 1835 - William Schley (D) bis zum 1. Juli 1835 - Jesse Franklin Cleveland (D) ab dem 5. Oktober 1835 - James C. Terrell bis zum 8. Juli 1835 - Hopkins Holsey (D) ab dem 5. Oktober 1835 - George W. Towns (D) bis zum 1. September 1835 - Julius Caesar Alford (AJ) ab dem 2. Januar 1837 Illinois 3 Wahlbezirke - 1. John Reynolds (D) - 2. Zadok Casey (D) - 3. William L. May (D) Indiana 7 Wahlbezirke - 1. Ratliff Boon (D) - 2. John Wesley Davis (D) - 3. John Carr (D) - 4. Amos Lane (D) - 5. Johnathan McCarty (D) - 6. George L. Kinnard (D) bis zum 26. November 1836 - William Herod (AJ) ab dem 25. Januar 1837 - 7. Edward A. Hannegan (D) Kentucky 13 Wahlbezirke - 1. Linn Boyd (D) - 2. Albert Gallatin Hawes (D) - 3. Joseph R. Underwood (AJ) - 4. Sherrod Williams (AJ) - 5. James Harlan (AJ) - 6. John Calhoon (AJ) - 7. Benjamin Hardin (AJ) - 8. William J. Graves (AJ) - 9. John White (AJ) - 10. Chilton Allan (AJ) - 11. Richard French (D) - 12. John Chambers (AJ) - 13. Richard Mentor Johnson (D) Louisiana 3 Wahlbezirke - 1. Henry Johnson (AJ) - 2. Eleazer Wheelock Ripley (D) - 3. Rice Garland (AJ) Maine 8 Wahlbezirke - 1. John Fairfield (D) - 2. Francis Smith (D) - 3. Jeremiah Bailey (AJ) - 4. George Evans (AJ) - 5. Moses Mason (D) - 6. Leonard Jarvis (D) - 7. Joseph Hall (D) - 8. Gorham Parks (D) Maryland 7 Wahlbezirke. Der 4. Wahlkreis stellte zwei Abgeordnete - 1. John Nevett Steele (AJ) - 2. James Pearce (AJ) - 3. James Turner (D) - 4A. Benjamin Chew Howard (D) - 4B. Isaac McKim (D) - 5. George Corbin Washington (AJ) - 6. Francis Thomas (D) - 8. Daniel Jenifer (AJ) Massachusetts 12 Wahlbezirke - 1. Abbott Lawrence (AJ) - 2. Stephen C. Phillips (AJ) - 3. Caleb Cushing (AJ) - 4. Samuel Hoar (AJ) - 5. Levi Lincoln Jr. (AJ) - 6. George Grennell (AJ) - 7. George N. Briggs (AJ) - 8. William B. Calhoun (AJ) - 9. William Jackson (AM) - 10. Nathaniel B. Borden (D) - 11. John Reed (AM) - 12. John Quincy Adams (AM) Michigan Staatsweite Wahl - Isaac E. Crary (D) ab dem 26. Januar 1837 Mississippi Staatsweite Wahlen - John Claiborne (D) - David Dickson (AJ) bis zum 31. Juli 1836 - Samuel Jameson Gholson (D) ab dem 1. Dezember 1836 Missouri Staatsweite Wahlen - William Henry Ashley (D) - Albert Galliton Harrison (D) New Hampshire Alle Abgeordneten wurden staatsweit gewählt. - Benning M. Bean (D) - Robert Burns (D) - Samuel Cushman (D) - Franklin Pierce (D) - Joseph Weeks (D) New Jersey Alle Abgeordneten wurden staatsweit gewählt - Philemon Dickerson (D) bis zum 3. November 1836 - William Chetwood (AJ) ab dem 5. Dezember 1836 - Samuel Fowler (D) - Thomas Lee (D) - James Parker (D) - Ferdinand Schureman Schenck (D) - William Norton Shinn (D) New York 33 Wahlbezirke. Der 3. Wahlbezirk stellte vier Abgeordnete und der 8. 17. 22. und 23. jeweils zwei. - 1. Abel Huntington (D) - 2. Samuel Barton (D) - 3A. Churchill C. Cambreleng (D) - 3B. Campbell P. White (D) bis 1835, genaues Datum unbekannt - Gideon Lee (D) ab dem 4. November 1835 - 3C. John McKeon (D) - 3D. Ely Moore (D) - 4. Aaron Ward (D) - 5. Abraham Bockee (D) - 6. John Brown (D) - 7. Nicholas Sickles (D) - 8A. Valentine Efner (D) - 8B. Aaron Van der Poel (D) - 9. Hiram P. Hunt (AJ) - 10. Gerrit Y. Lansing (D) - 11. John Cramer (D) - 12. David Abel Russell (AJ) - 13. Dudley Farlin (D) - 14. Ransom H. Gillet (D) - 15. Matthias J. Bovee (D) - 16. Abijah Mann (D) - 17A. Samuel Beardsley (D) bis zum 29. März 1836 - Rutger B. Miller (D) ab dem 9. November 1836 - 17B. Joel Turrill (D) - 18. Daniel Wardwell (D) - 19. Sherman Page (D) - 20. William Seymour (D) - 21. William Mason (D) - 22A. Stephen B. Leonard (D) - 22B. Joseph Reynolds (D) - 23A. William K. Fuller (D) - 23B. William Taylor (D) - 24. Ulysses F. Doubleday (D) - 25. Graham H. Chapin (D) - 26. Francis Granger (AJ) - 27. Joshua Lee (D) - 28. Timothy Childs (AJ) - 29. George W. Lay (AJ) - 30. Philo C. Fuller (AJ) bis zum 2. September 1836 - John Young (AJ) ab dem 9. November 1836 - 31. Abner Hazeltine (AJ) - 32. Thomas C. Love (AJ) - 33. Gideon Hard (AJ) | North Carolina 13 Wahlbezirke - 1. William Biddle Shepard (AJ) - 2. Jesse Atherton Bynum (D) - 3. Ebenezer Pettigrew (AJ) - 4. Jesse Speight (D) - 5. James Iver McKay (D) - 6. Micajah Thomas Hawkins (D) - 7. Edmund Deberry (AJ) - 8. William Montgomery (D) - 9. Augustine Henry Shepperd (AJ) - 10. Abraham Rencher (AJ) - 11. Henry William Connor (D) - 12. James Graham (AJ) - 13. Lewis Williams (AJ) Ohio 19 Wahlbezirke - 1. Bellamy Storer (AJ) - 2. Taylor Webster (D) - 3. Joseph Halsey Crane (AJ) - 4. Thomas Corwin (AJ) - 5. Thomas L. Hamer (D) - 6. Samuel Finley Vinton (AJ) - 7. William K. Bond (AJ) - 8. Jeremiah McLene (D) - 9. John Chaney (D) - 10. Samson Mason (AJ) - 11. William Kennon (D) - 12. Elias Howell (AJ) - 13. David Spangler (AJ) - 14. William Patterson (D) - 15. Jonathan Sloane (AM) - 16. Elisha Whittlesey (AJ) - 17. John Thomson (D) - 18. Benjamin Jones (D) - 19. Daniel Kilgore (D) Pennsylvania 25 Wahlbezirke. Der 2. Wahlbezirk stellte Abgeordnete und der 4. drei. * 1. Joel Barlow Sutherland (D) - 2A. James Harper (AJ) - 2B. Joseph Reed Ingersoll (AJ) - 3. Michael Woolston Ash (D) - 4A. Edward Darlington (AM) - 4B. William Hiester (AM) - 4C. David Potts (AM) - 5. Jacob Fry (D) - 6. Mathias Morris (AJ) - 7. David Douglas Wagener (D) - 8. Edward Burd Hubley (D) - 9. Henry A. P. Muhlenberg (D) - 10. William Clark (AM) - 11. Henry Logan (D) - 12. George Chambers (AM) - 13. Jesse Miller (D) bis zum 30. Oktober 1836 - James Black (D) ab dem 5. Dezember 1836 - 14. Joseph Henderson (D) - 15. Andrew Beaumont (D) - 16. Joseph Biles Anthony (D) - 17. John Laporte (D) - 18. Job Mann (D) - 19. John Klingensmith (D) - 20. Andrew Buchanan (D) - 21. Thomas McKennan (AM) - 22. Harmar Denny (AM) - 23. Samuel Smith Harrison (D) - 24. John Banks (AM) bis 1836, genaues Datum unbekannt - John James Pearson (AJ) ab dem 5. Dezember 1836 - 25. John Galbraith (D) Rhode Island Alle Abgeordneten wurden staatsweit gewählt. - Dutee Jerauld Pearce (AM) - William Sprague (AM) South Carolina 9 Wahlbezirke - 1. Henry L. Pinckney (N) = Nullifier Party - 2. William J. Grayson (N) - 3. Robert B. Campbell (N) - 4. James Henry Hammond (N) bis zum 26. Februar 1836 - Franklin H. Elmore (N) ab dem 10. Dezember 1836 - 5. Francis Wilkinson Pickens (N) - 6. Waddy Thompson (AJ) ab dem 10. September 1835 - 7. James Rogers (D) - 8. Richard Irvine Manning (D) bis zum 1. Mai 1836 - John Richardson (D) ab dem 19. Dezember 1836 - 9. John K. Griffin (N) Tennessee 13 Wahlbezirke - 1. William Blount Carter (AJ) - 2. Samuel Bunch (AJ) - 3. Luke Lea (AJ) - 4. James Israel Standifer (AJ) - 5. John B. Forester (AJ) - 6. Balie Peyton (AJ) - 7. John Bell (AJ) - 8. Abram Poindexter Maury (AJ) - 9. James K. Polk (D) - 10. Ebenezer J. Shields (AJ) - 11. Cave Johnson (D) - 12. Adam Huntsman (AJ) - 13. William Claiborne Dunlap (D) Vermont 5 Wahlbezirke - 1. Hiland Hall (AJ) - 2. William Slade (AM) - 3. Horace Everett (AJ) - 4. Heman Allen (AJ) - 5. Henry Fisk Janes (AM) Virginia 21 Wahlbezirke - 1. George Loyall (D) - 2. John Y. Mason (D) bis 11. Januar 1837 - 3. John Winston Jones (D) - 4. George Dromgoole (D) - 5. James Bouldin (D) - 6. Walter Coles (D) - 7. Nathaniel Claiborne (D) - 8. Henry A. Wise (D) - 9. John Roane (D) - 10. John Taliaferro (AJ) - 11. John Robertson (AJ) - 12. James Garland (D) - 13. John M. Patton (D) - 14. Charles F. Mercer (AJ) - 15. Edward Lucas (D) - 16. James M. H. Beale (D) - 17. Robert Craig (D) - 18. George Washington Hopkins (D) - 19. William McComas (D) - 20. Joseph Johnson (D) - 21. William S. Morgan (D) |

Nicht stimmberechtigte Mitglieder im Repräsentantenhaus:
- Arkansas-Territorium: Ambrose Hundley Sevier (D) bis zum 15. Juni 1836
- Florida-Territorium: Joseph M. White (D)
- Michigan-Territorium: George W. Jones (D) bis zum 26. Januar 1837
- Wisconsin-Territorium: George W. Jones (D) ab dem 26. Januar 1837